# Museo archeologico nazionale di Gioia del Colle
Il Museo archeologico nazionale di Gioia del Colle è situato nelle sale al pian terreno del castello normanno-svevo e raccoglie i reperti archeologici provenienti dagli scavi nelle aree di Monte Sannace e Santo Mola, che hanno portato alla luce un insediamento di antichi Peucezi.
Dal dicembre 2014 il Ministero per i beni e le attività culturali lo gestisce tramite il Polo museale della Puglia, nel dicembre 2019 divenuto Direzione regionale Musei.

## Storia
Un museo comunale era stato originariamente ospitato nell'ex convento di San Francesco, in piazza Plebiscito, quando nel 1959 la Soprintendenza alle antichità della Puglia e del Materano aveva dato il benestare alla istituzione di un museo che raccogliesse i reperti provenienti dagli scavi effettuati nelle aree di Monte Sannace e Santo Mola nel periodo compreso tra 1940 e il 1953.
In seguito ad ulteriori campagne di scavo nel sito di Monte Sannace, viene istituito nel 1977 il Museo archeologico nazionale, che viene allestito in due sale al pian terreno del castello normanno-svevo.
Successivamente alcuni reperti provenienti dagli scavi a Murgia San Francesco hanno arricchito la collezione del museo.
Parte del materiale rinvenuto a Monte Sannace si trova nel Museo archeologico provinciale di Bari, in quello di Taranto e in altri musei. Altri reperti, provenienti da scavi clandestini, sono sparsi per il mondo o fanno parte di collezioni private.

## Collezione
I reperti esposti risalgono al Neolitico e all'Età del bronzo e del ferro. Gli oggetti in esposizione comprendono vasi geometrici e figurati, armi e oggetti in bronzo, fibule e ornamenti personali, statuine fittili, che componevano i corredi delle sepolture; ceramica d'uso domestico e da mensa, pentole, fornelli, macine e utensili vari, riferibili alla vita quotidiana e alle attività dell'antica popolazione. Fra gli oggetti in esposizione, inoltre, alcuni bronzi che costituivano parte dell'armatura di guerrieri del V secolo a.C. (un elmo di tipo corinzio e un omerale).

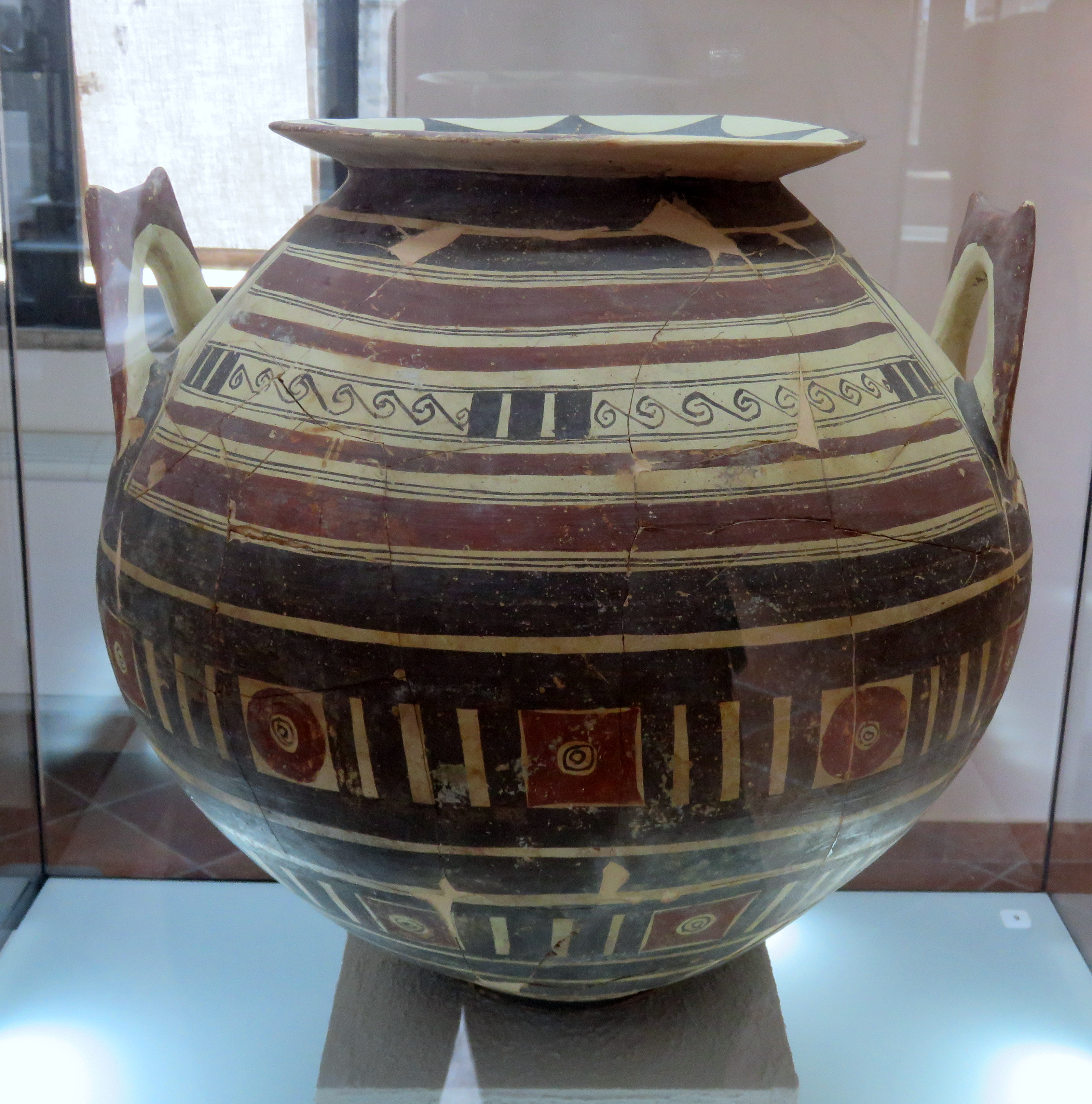
Olla geometrica peuceta ritrovata nell'acropoli di Monte Sannace (prima metà del VII sec. a.C.).
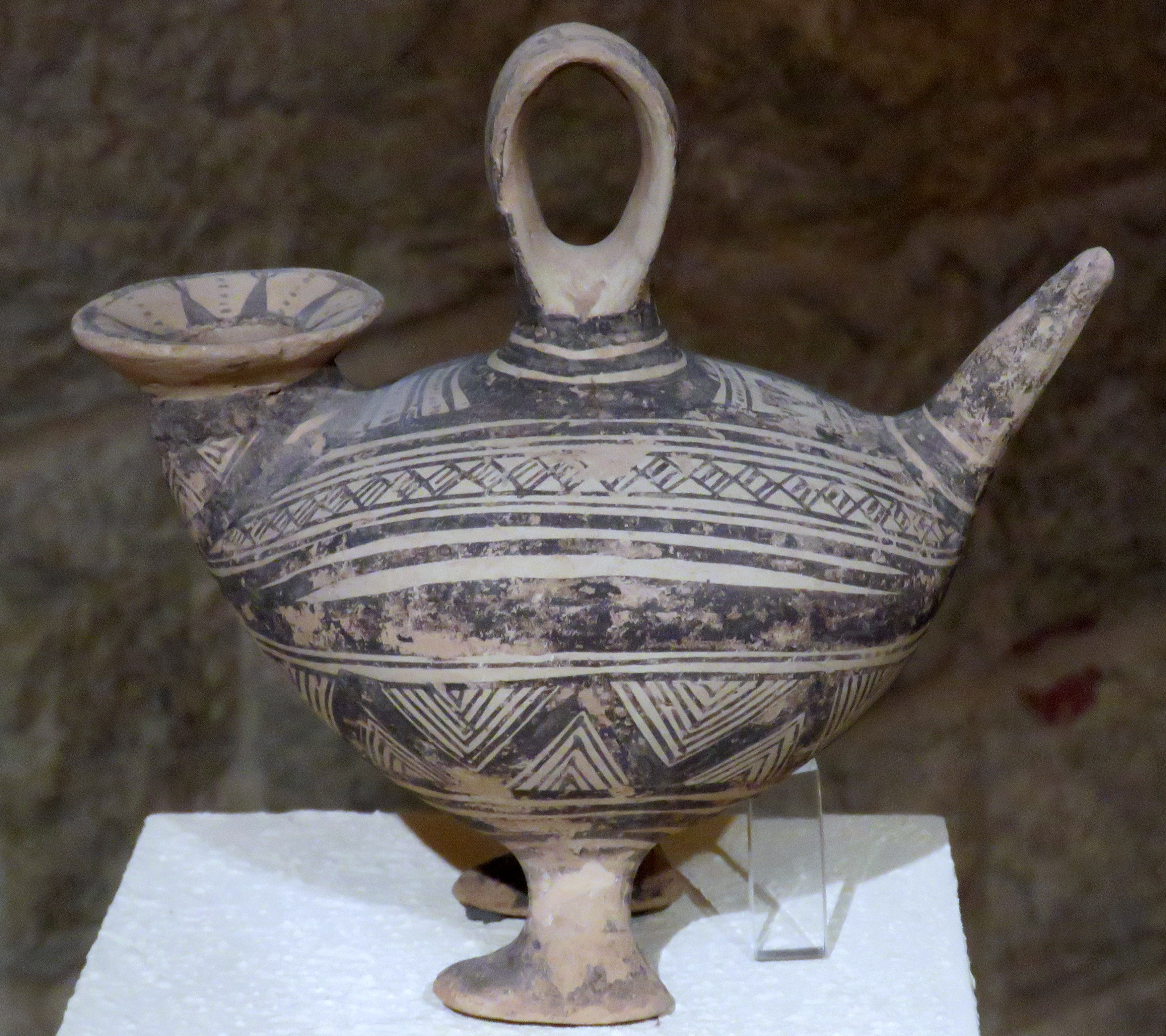
Un askos geometrico zoomorfo peuceta ritrovato a Monte Sannace (VI sec. a.C.).
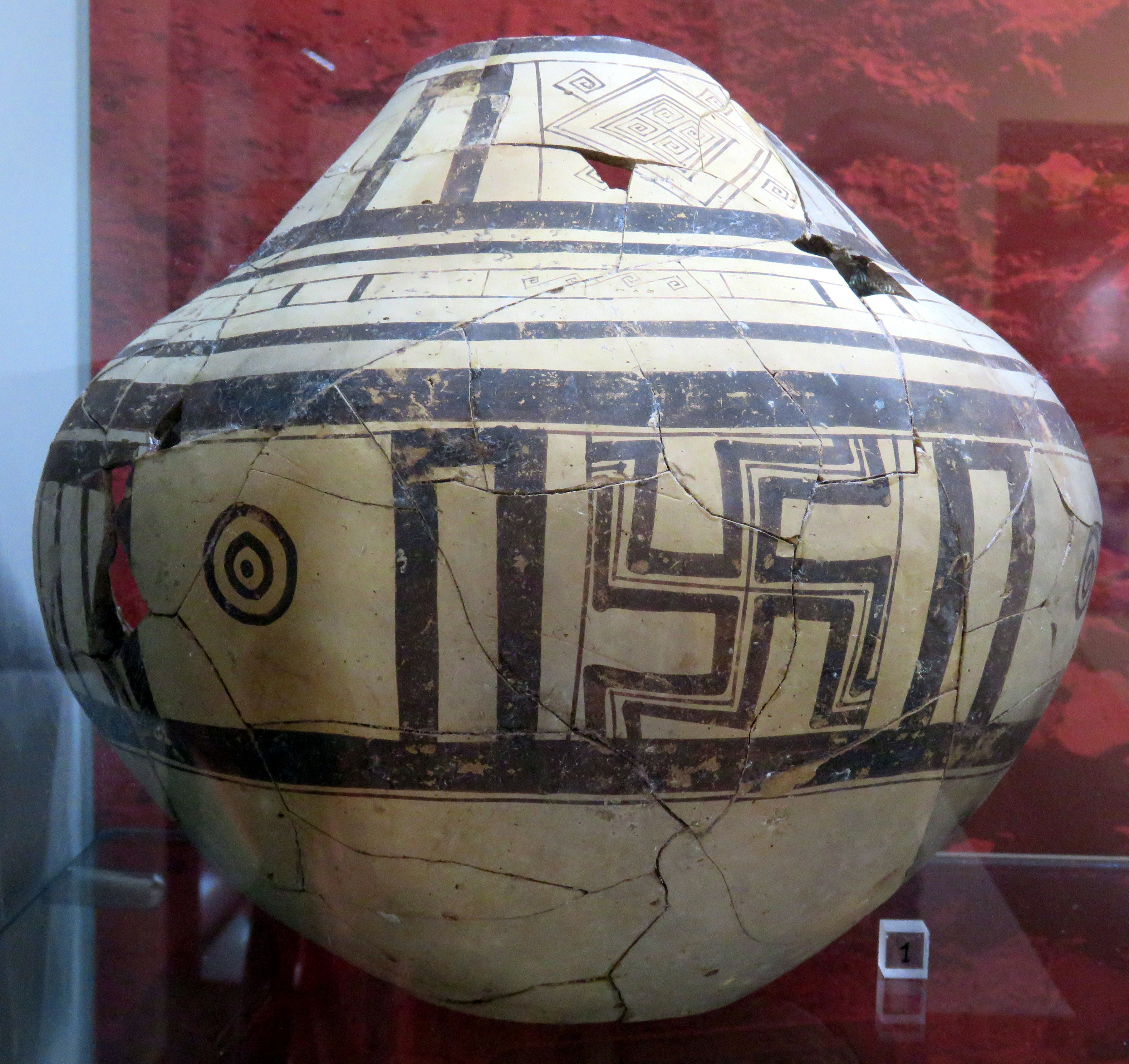
Anfora geometrica peuceta ritrovata nell'acropoli di Monte Sannace (seconda metà del VII sec. a.C.).
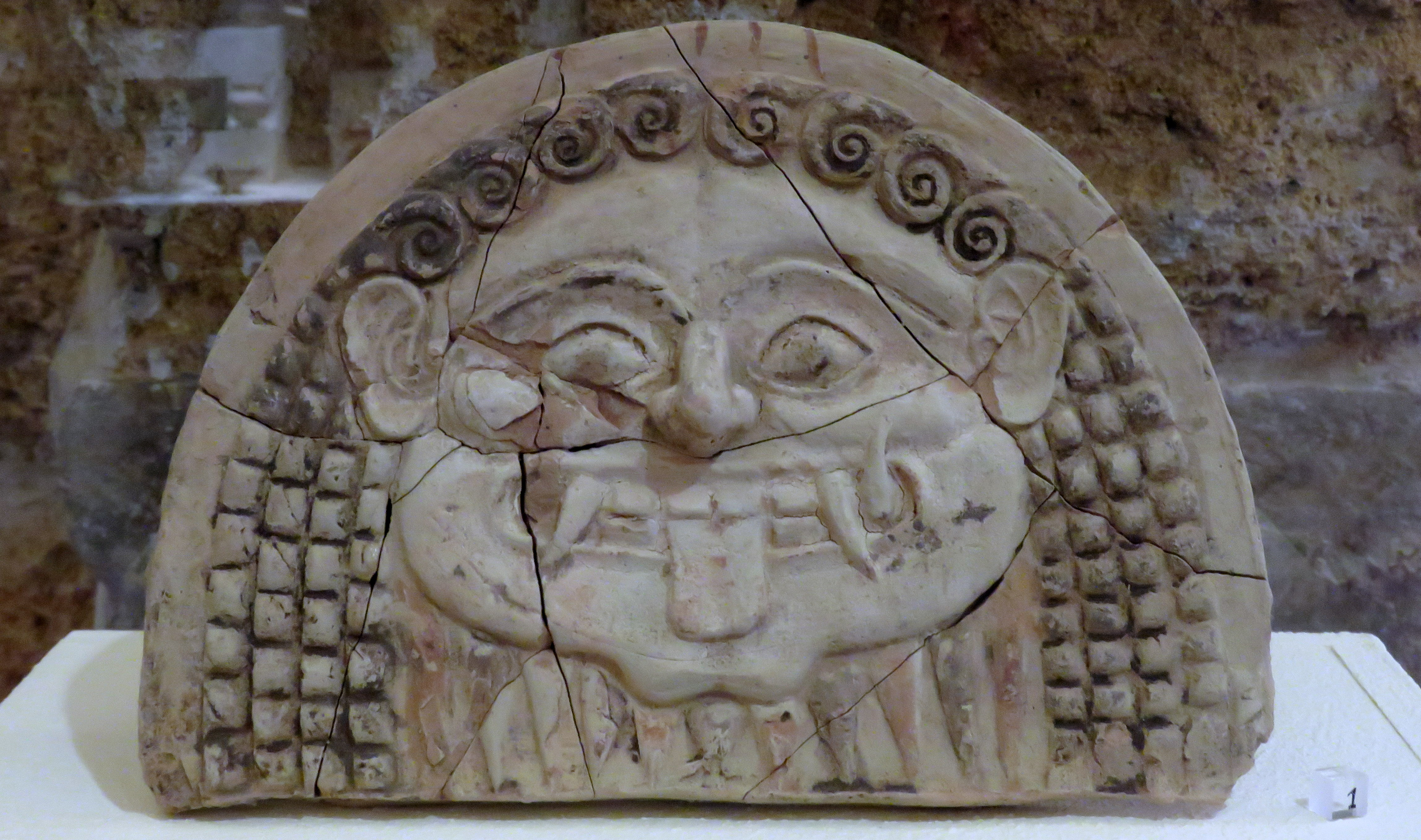
Antefissa policroma con testa di gorgone ritrovata nell'acropoli di Monte Sannace (VI sec. a.C.).
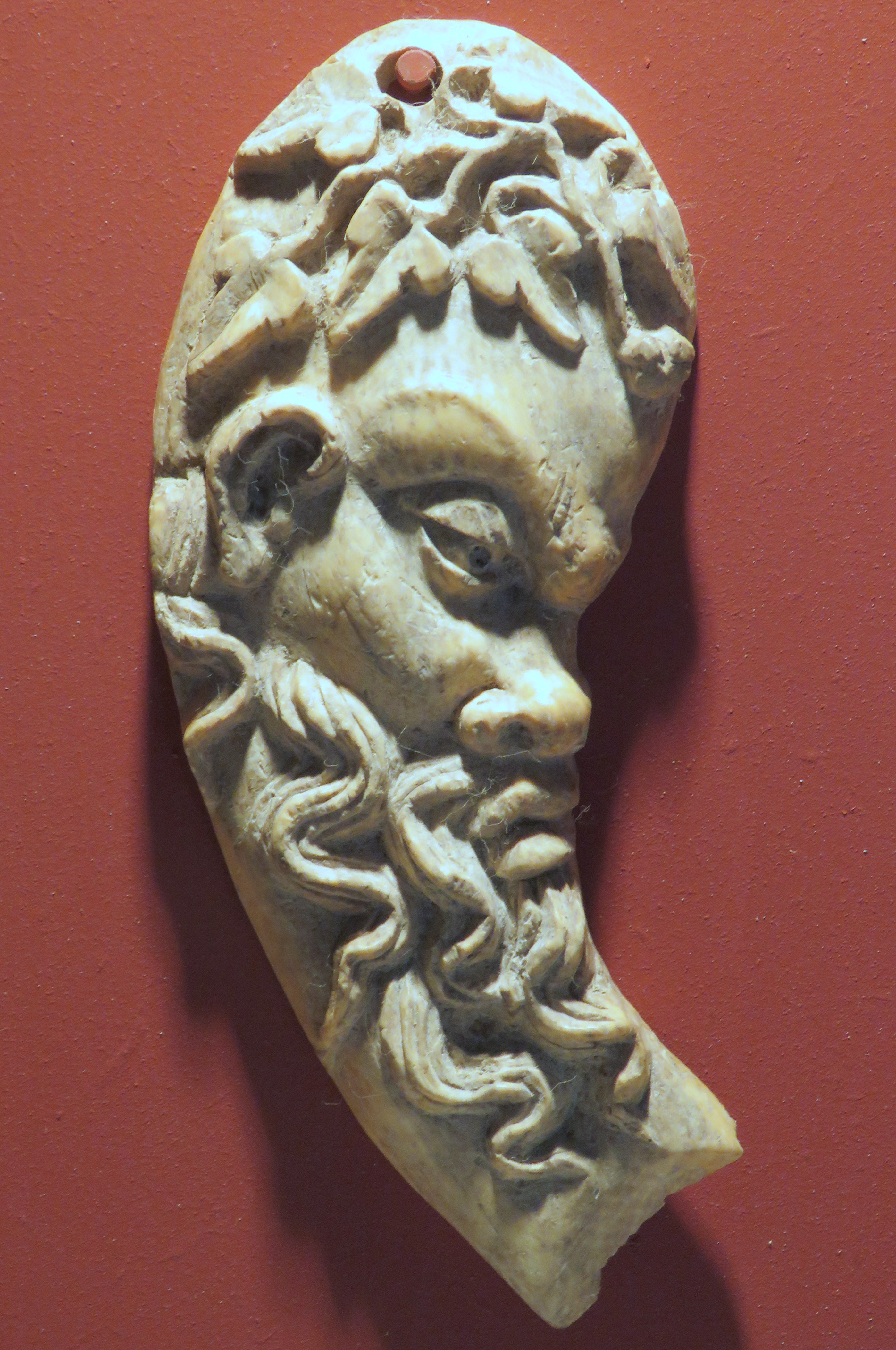
Applique in avorio ritrovata nell'acropoli di Monte Sannace (seconda metà III-inizi II sec. a.C.).